# Volkssternwarte Bad Kreuznach

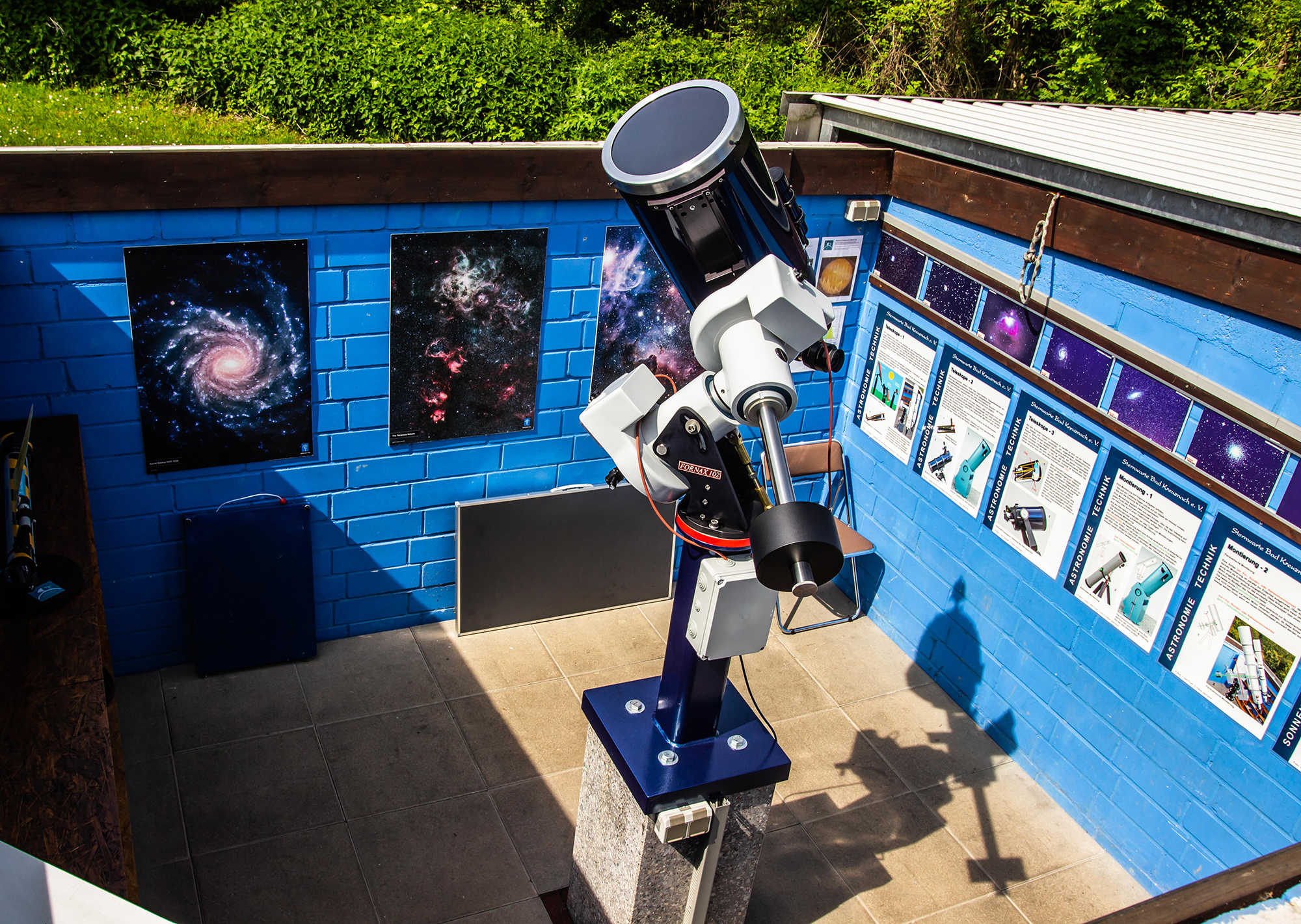
Die Bad Kreuznacher Volkssternwarte

Die Volkssternwarte Bad Kreuznach ist eine von einer amateurastronomischen Vereinigung betreute Sternwarte. Sie befindet sich auf dem Kuhberg in Bad Kreuznach. Ihre geografische Lage beträgt 7° 51' 32" östliche Länge und 49° 48' 40" nördliche Breite.

## Geschichte
1986 traf sich, angeregt durch die Medienpräsenz des Kometen Halley, eine Gruppe von an der Astronomie Interessierten in Bad Kreuznach. Mit dem Ziel, eine Volkssternwarte zu errichten und zu betreiben, wurde der "Verein der Sternfreunde e. V. Bad Kreuznach" gegründet.
1987 wurde ein erstes Spiegelteleskop angeschafft. 1989 mietete man ein Gelände auf dem Kuhberg an, um dort eine Sternwarte zu errichten. 1995 wurde die Sternwarte eingeweiht. 1999 wurde die Volkssternwarte um ein Vortragsgebäude erweitert, 2000 folgte ein weiteres Gebäude mit zwei dauerhaft installierten Teleskopen für die Astrofotografie. 2003 wurde ein Planetenweg eingeweiht, der von der Roseninsel in Bad Kreuznach durch das Salinental bis nach Bad Münster am Stein-Ebernburg führt.
Die Volkssternwarte Bad Kreuznach bietet regelmäßig öffentliche Himmelsbeobachtungen, astronomische Vorträge und VHS-Kurse an. Dabei steht nicht nur die Vermittlung astronomischer und physikalischer Kenntnisse im Vordergrund, sondern auch die Verschmelzung von Naturwissenschaften. Seit 2007 existiert eine Jugendgruppe, die Mädchen und Jungen spielerisch an die Astronomie heranführt. Auch Modellraketen werden mehrmals im Jahr auf einem Gelände in der Nähe der Sternwarte gestartet.

## Instrumente
Zur Beobachtung werden u. a. ein computergesteuertes 12" Meade LX 200 EMC und ein Dobson-Teleskop mit 35 cm Öffnung genutzt. Ein Lunt ST152/900 Ha B3400 H-alpha-Teleskop erlaubt die Beobachtung von Protuberanzen auf der Sonne, weiterhin steht ein hochauflösendes Spektroskop zur Verfügung. Mehrere Säulen auf dem Vereinsgelände ermöglichen die Montage mobiler Geräte.